# 莫特莱克
莫特莱克（英語：Mortlake）為英國倫敦泰晤士河畔列治文區內一小區，位於泰晤士河南岸，邱與巴恩斯之間，南接東希恩。1965年之前莫特莱克仍然是薩里郡一部分。

## 著名景點
1. 漢姆宮
2. 漢普頓宮
3. 丘區花園
4. 大理石山別墅
5. 里士滿博物館
6. 里士滿花園
7. 里士滿劇院
8. 皇家功勳紀念館
9. 塞恩別墅
10. 特威肯納姆體育館與博物館